# David Muffato
David Guilherme Muffato (Cascavel, 16 de junio de 1971) es un piloto brasileño de automovilismo de velocidad. Ganó el campeonato de Stock Car Brasil en 2003..

## Resultados

### Turismo Competición 2000
| Año  | Equipo               | Auto               | 1    | 2   | 3   | 4   | 5   | 6   | 7   | 8   | 9   | 10  | 11 | 12    | 13  | 14  | Res. | Puntos |
| ---- | -------------------- | ------------------ | ---- | --- | --- | --- | --- | --- | --- | --- | --- | --- | -- | ----- | --- | --- | ---- | ------ |
| 2004 |                      |                    | GR   | VIE | SJU | PAR | SL  | OBE | AG  | CON | RC  | SRA | BB | BA    | RAF | MDP | -    | -      |
| 2004 | Chevrolet Pro Racing | Chevrolet Astra II |      |     |     |     |     |     |     |     |     |     |    | 3     |     |     | -    | -      |
| 2006 |                      |                    | BA I | OLA | CR  | VIE | SFE | SJU | SRA | RES | CUR | SMM | GR | BA II | OBE | PAR | -    | -      |
| 2006 | Ford YPF             | Ford Focus I       |      |     |     |     |     |     |     |     |     |     |    | Ret   |     |     | -    | -      |